# Lycaena carueli
Lycaena carueli är en fjärilsart som beskrevs av Le Moult 1945. Lycaena carueli ingår i släktet Lycaena och familjen juvelvingar. Inga underarter finns listade i Catalogue of Life.